# 쥘 쿠탕

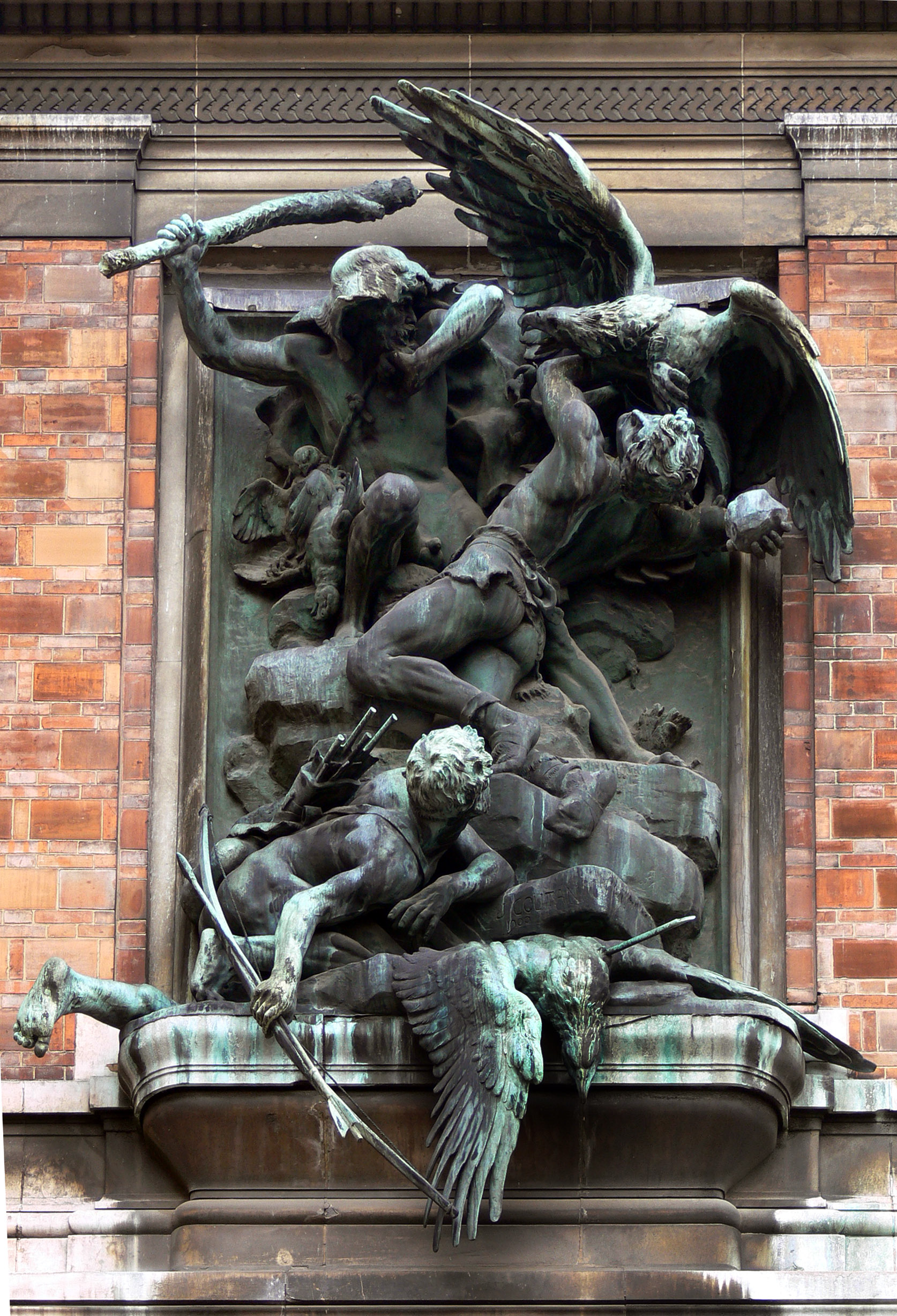
파리 국립 자연사 박물관 외관의 《독수리 사냥꾼》, 1900년

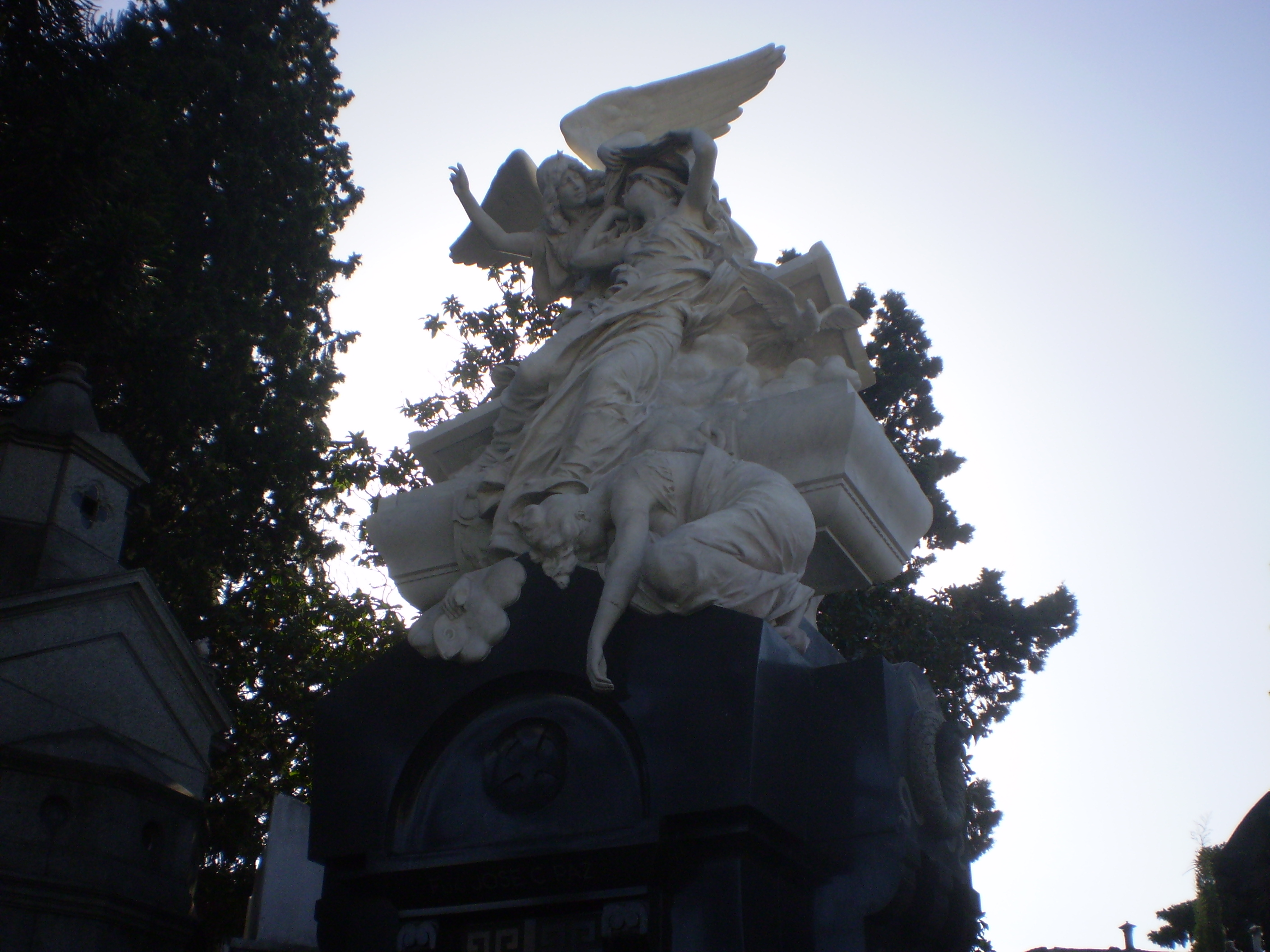
호세 C. 파즈(José C. Paz) 무덤의 천사상, 아르헨티나 부에노스아이레스 라 레콜레타 묘지

쥘펠릭스 쿠탕(프랑스어: Jules-Félix Coutan, 1848년 9월 22일~1939년 2월 23일)은 프랑스의 조각가이자 교육자이다.

## 생애
에콜 데 보자르에서 조각가 피에르쥘 카벨리에의 제자였던 쿠탕은 1872년에 로마 대상을 수상했다. 파리로 돌아온 후 그는 1889년 만국 박람회를 위해 당시 박람회에서 가장 눈에 띄었던 두 작품 중 하나인 《문명의 횃불을 든 프랑스》 분수 그룹을 제작했다. 그는 1900년부터 에콜 데 보자르에서 학생들을 가르쳤으며 그곳에서 오귀스트 로댕을 난로공(프랑스어: fumiste)이라고 비판하며 그에 대한 연구와 로댕을 따르는 인상파 조각가들에게 경멸을 표했다. 그는 1905년에 프랑스 예술 아카데미 회원으로 선출되었다.

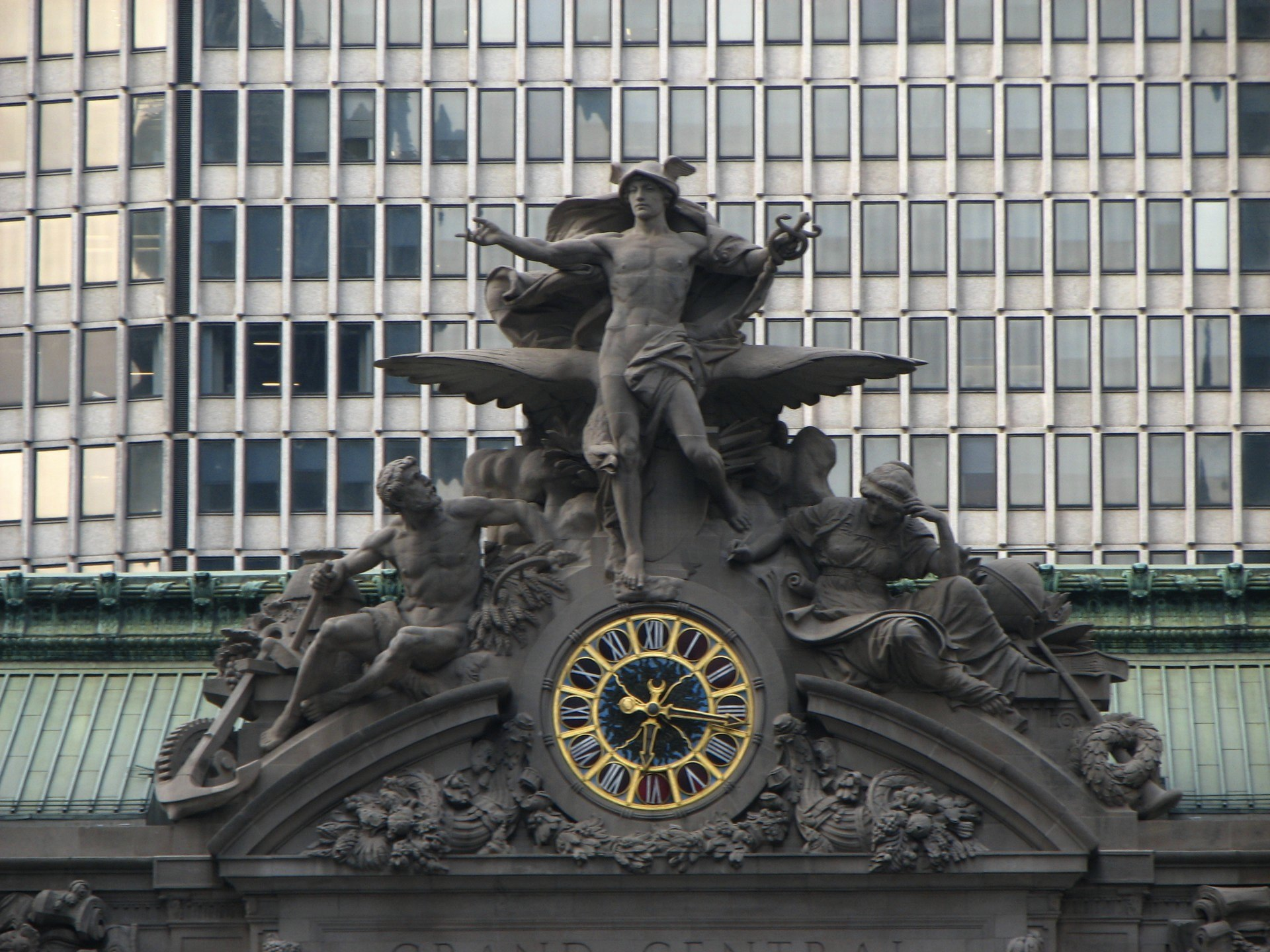
그랜드 센트럴 터미널 입구 위의 《상업의 영광》, 1911년~1914년, 좌측부터 헤라클레스, 메르쿠리우스, 미네르바

미국에서 쿠탕은 뉴욕의 그랜드 센트럴 터미널 입구 위의 《상업의 영광》이라는 조각상으로 가장 잘 알려져 있다. 상업의 신인 메르쿠리우스를 중심으로 로마 신화의 헤라클레스와 미네르바를 1/4 크기로 구현한 이 조각상은 《운송》 또는 《진보》라고도 알려졌으며 1911년부터 1914년까지 쿠탕이 파리의 스튜디오에서 제작하여 뉴욕으로 보내졌다. 조각상 제작은 롱아일랜드시티의 William Bradley & Son이 맡았다. 1914년 완성되었을 당시 높이 15m, 너비 26m의 이 조각상은 당시 세계에서 가장 큰 조각상으로 여겨졌었다.
쿠탕이 가르친 제자로는 조각가 이폴리트 레페브르, 레이먼드 들라마르 등이 있다.

## 작품
- 《문명의 횃불을 든 프랑스》 분수 그룹, 파리, 1889년 만국 박람회
- 오페라 코미크를 위한 카리아티드, 파리, 1899
- 파시 다리(현재 비르아켐 다리)의 《과학》 및 《노동》, 파리
- 건축가 Charles Risler가 Sèvres Porcelain을 위해 제작한 Square Félix-Desruelles의 다색 테라코타 외관을 위한 옅은 부조,[5] 1900년경
- 알렉상드르 3세 다리의 라 프랑스 드 라 르네상스 그림, 1900년경
- 파리 국립 자연사 박물관 정면의 고부조, 《독수리 사냥꾼》과 오르세 미술관(1893-1900)의 석고 모형;[6] 청동 주조(1900), 설치
- 1914년 뉴욕 그랜드 센트럴 터미널의 《상업의 영광》 그룹
- 페르 라셰즈 묘지에 있는 조르주외젠 오스만의 흉상
- 프로이센-프랑스 전쟁 기념비, 푸아티에
- 호세 C. 파즈(José C. Paz) 무덤의 천사상, 아르헨티나 부에노스아이레스 라 레콜레타 묘지
- 아르헨티나 부에노스아이레스 카를로스 펠레그리니 기념비